# Нью-Йорк-Лайф-билдинг
Нью-Йорк-Лайф-билдинг (англ. New York Life Building) — небоскрёб на Мэдисон-авеню, 51 в Нью-Йорке, США; штаб Нью-Йоркской компании по страхованию жизни.
Здание высотой 187 метров, спроектированное в 1926 году Кэссом Гильбертом и построенное к 1928 году, возвышается на 40 этажей и венчается пирамидальной позолоченной крышей. Оно занимает целый квартал между 26-й и 27-й улицами, Мэдисон-авеню и Парк-авеню, в районе Роуз-Хилл.
С 1837—1889 годов место, где находится небоскрёб, занимали депо Нью-Йорка и Гарлема, а также железные дороги Нью-Йорка, Нью-Хейвена и Хартфорда, сад и ипподром. До 1925 года на этом месте находился прежний Мэдисон-сквер-гарден, спроектированный Стэнфордом Уайтом. Ныне в здании расположены штаб-квартиры Нью-Йоркской компании по страхованию жизни и компании MetLife.
Нью-Йорк-Лайф-билдинг был закончен в 1928 году, в его стиле объединены готика и модерн. Небоскрёб было признан нью-йоркской достопримечательностью и внесён в Национальный реестр исторических мест США.
Небоскрёб является последним зданием авторства Кэсса Гильберта в Нью-Йорке. Также он проектировал Вулворт-билдинг, который в 1972 году был объявлен национальной исторической достопримечательностью.